# Stare Monasterzysko
Stare Monasterzysko (deutsch Alt Münsterberg) ist ein Dorf in der polnischen Woiwodschaft Ermland-Masuren. Es gehört zur Stadt-und-Land-Gemeinde Młynary (Mühlhausen i. Ostpr.) im Powiat Elbląski (Kreis Elbing).

## Geographische Lage
Stare Monasterzysko liegt im Nordwesten der Woiwodschaft Ermland-Masuren, 21 Kilometer südwestlich der früheren Kreisstadt Braunsberg (polnisch Braniewo) bzw. 16 Kilometer nordöstlich der heutigen Kreismetropole Elbląg (Elbing).

## Geschichte
Das nach Kulmer Recht gegründete Dorf Münsterberg wurde 1321 erstmals urkundlich erwähnt. Das Dorf bestand aus mehreren kleinen Höfen.
Im Jahre 1874 kam die Landgemeinde Alt Münsterberg zum neu errichteten Amtsbezirk Rautenberg im ostpreußischen Kreis Braunsberg, Regierungsbezirk Königsberg.
Die Zahl der Dorfeinwohner belief sich 1910 auf 197, 1933 auf 177 und 1939 auf 150.
In Kriegsfolge wurde Alt Münsterberg 1945 mit dem gesamten südlichen Ostpreußen an Polen abgetreten. Das Dorf erhielt die polnische Namensform „Stare Monasterzysko“ und ist heute eine Ortschaft im Verbund der Gmina Młynary (Stadt-und-Land-Gemeinde Mühlhausen i. Ostpr.) im Powiat Elbląski (Kreis Elbing), von 1975 bis 1998 der Woiwodschaft Elbląg, seither der Woiwodschaft Ermland-Masuren zugehörig. Im Jahre 2021 zählte Stare Monasterzysko 50 Einwohner.

## Religion
Stare Monasterzysko ist heute wie Alt Münsterberg bis 1945 in die römisch-katholische Pfarrei Błudowo (Bludau) im jetzigen Erzbistum Ermland eingegliedert.
Außerdem gehörte Alt Münsterberg bis 1945 zur evangelischen Kirche Frauenburg (polnisch Frombork) in der Kirchenprovinz Ostpreußen der Kirche der Altpreußischen Union. Die evangelischen Einwohner sind heute der Evangelisch-Augsburgischen Kirche in Polen zugeordnet.

## Verkehr
Stare Monasterzysko liegt an einer Nebenstraße, die Błudowo (Bludau) mit Nowe Monasterzysko (Neu Münsterberg) verbindet. Eine Bahnanbindung besteht nicht.

## Persönlichkeiten
- Ferdinand Podlech (* 22. Februar 1878 in Alt Münsterberg)[2], deutscher römisch-katholischer Geistlicher und Märtyrer († 1946)